# جورج غرانت (شاعر)
جورج غرانت هو فيلسوف وشاعر كندي، ولد في 1 نوفمبر 1918 في تورونتو في كندا، وتوفي في 27 سبتمبر 1988 في هاليفاكس في كندا.

## وصلات خارجية
- جورج غرانت على موقع الموسوعة البريطانية (الإنجليزية)
- جورج غرانت على موقع ميوزك برينز (الإنجليزية)
- جورج غرانت على موقع إن إن دي بي (الإنجليزية)